# Skaftafellsjökull
De Skaftafellsjökull is een gletsjertong van de grootste gletsjer van IJsland, de Vatnajökull in het zuiden van het eiland. De Skaftafellsjökull ligt in het nationale park Skaftafell. De gletsjer ligt ten oosten van de grote Skaftafellsheiði hoogvlakte en ten westen van de berg Hafrafell ingeklemd. Het smeltwater wordt via de rivier de Skaftafellsá en vervolgens de Skeiðará naar zee afgevoerd. Deze Skeiðará vloeit met zeer vele armen door de enorme spoelzandvlakte, de Skeiðarársandur. Even ten oosten van de Skaftafellsjökull, aan de andere kant van de Hafrafell, ligt de kleine Svínafellsjökull.